# Línea 8 (EMT Valencia)
La línea 8 de la EMT Valencia une los barrios de Malilla y el Palacio de Justicia frente a la Plaza Porta la Mar.

## Características
La Línea 8 regula en la plaza Porta de Mar y sale en dirección al nuevo Hospital La Fe de Malilla por la Calle Colón, Alicante, Germanías,Filipinas, Ausias March, Pedreguer, Carrera Malilla y el Bulevar Sur. La vuelta la realiza por la Carretera Malilla, Olta, Joaquín Benlloch, Pianista Empar Iturbi, Ausias March, Filipinas,Germanías, Russafa, Xàtiva, Ayuntamiento, Pintor Sorolla y Porta de La Mar.
Tiene una frecuencia de 11 - 16 min.

## Historia
Como tranvía circulaba hasta la Alameda. Cambia los tranvías por autobuses el 8 de octubre de 1965, funcionando como líneas 8A y 8B "Alameda-Pérez Galdós". En abril de 1971 fue transformada a línea de agente único, siendo la tercera en sufrir este cambio. El 12 de enero de 1976 fue rediseñada, siendo su recorrido "Malilla-San Pablo", con 3 nuevos Pegaso 6025 (2 en domingos y festivos). En 1985 se unió su itinerario con la 28, teniendo su recorrido actual. 
El 15 de septiembre de 2000, fue modificada para volver por la calle Filipinas, abandonando el estrecho recorrido por Vicente Lleó, en dirección Centro. Algunas expediciones amplían su recorrido hasta la Carrera Colau en Malilla, en pleno descampado de la huerta, donde antes hubo un cuartel de la Guardia Civil. Desde el 4 de julio de 2005 modifica por obras su itinerario por Ruzafa, saliendo por la calle Sueca, primero de forma provisional y luego definitiva. El 5 de julio de 2008, modifica su itinerario por Malilla y abandona el cauce del río, para cubrir el eje Reus-Ruaya. El 25 de noviembre de 2010, amplía su recorrido, cambiando la denominación de la línea, hasta el nuevo Hospital La Fe. En marzo de 2014 modifica su vuelta al centro, volviendo por Filipinas y Gibraltar a Ruzafa,en vez de Waksman, Fuente la Higuera y Sueca. El 26 de julio de 2016, debido al plan de reordenación de líneas se acorta su recorrido hasta la calle Cerdán de Tallada, frente al Palacio de Justicia.